# Turzyca czarniawa
Turzyca czarniawa (Carex atrata L.) – gatunek byliny z rodziny ciborowatych. Występuje w górach Eurazji i na Grenlandii. 

## Morfologia
PokrójRoślina trwała, wysokości 15-30 (60) cm, gęstodarniowa, z bardzo krótkimi rozłogami.
ŁodygaWzniesiona, tylko u podstawy ulistniona, trójkanciasta.
LiścieDolne pochwy liściowe purpurowe. Blaszki liściowe sztywne, z wystającym nerwem, 3-4 (9) mm szerokie, jasnozielone. Najniższa podsadka liściowata.
KwiatyKwiatostan lekko pochylony, składający się z 2-5 (7) trochę zbliżonych do siebie, wałeczkowatych kłosów 1-3,5 cm długości, na szypułkach. Kłosy z żeńskimi kwiatami, tylko najwyższy ma u podstawy kwiaty męskie. Przysadki czarne. Słupek o 3 znamionach.
OwoceOrzeszki zamknięte w pęcherzykach, te żółtobrązowe, rzadko czarne, niewiele krótsze od przysadek, 3,5-5 mm długości, z krótkim dzióbkiem.

## Biologia i ekologia
W Polsce kwitnie od czerwca do sierpnia. Występuje na wysokogórskich murawach naskalnych.